# Stefán Gíslason
Stefán Gíslason (Fjarðabyggð, 15 marzo 1980) è un ex calciatore islandese, di ruolo centrocampista.

## Biografia
È il fratello di Valur Gíslason.

## Carriera

### Club
Gíslason fece parte delle giovanili dell'Arsenal; i londinesi lo prestarono al KR Reykjavík, prima di cederlo a titolo definitivo allo Strømsgodset, in Norvegia. Debuttò nella Tippeligaen l'11 aprile 1999, giocando nella sconfitta per due a uno contro il Kongsvinger. In seguito, vestì le maglie di Grazer e Keflavík.
Tornò poi in Norvegia, per giocare nel Lyn Oslo. L'esordio con questa maglia fu datato 10 aprile 2005, quando fu schierato titolare nel pareggio per uno a uno contro il Fredrikstad. L'8 maggio arrivò la prima rete, che sancì il successo per tre a due sul Rosenborg. Diventò anche vice-capitano della squadra.
A luglio 2007, fu venduto al Brøndby, club per cui esordì il 18 luglio: fu infatti titolare nella sconfitta per uno a zero in casa dell'Esbjerg. A febbraio 2008, fu nominato capitano, al posto di Per Nielsen. Il 3 luglio 2009 dichiarò che non sarebbe restato ancora a lungo al club e manifestò la volontà di cambiare squadra alla fine della stagione. Si trasferì così al Viking, con la formula del prestito. Giocò il primo incontro per questa società il 5 aprile 2010, nel pareggio a reti inviolate contro il Lillestrøm.
Una volta rientrato dal prestito, la situazione con il Brøndby non migliorò. Il 4 febbraio 2011, trovò un accordo per rescindere il contratto. Questo lo lasciò però in una specie di limbo, poiché le regole del calciomercato gli impedivano di trasferirsi in molti paesi. Per questo, saltò il suo trasferimento all'Aberdeen, con il manager del club Craig Brown che dichiarò di essere stato interessato al calciatore, finché non scoprì di non poterlo tesserare.
Il 16 marzo 2011 trovò un accordo con il Lillestrøm, per cui firmò un contratto fino al 1º agosto dello stesso anno. Il 10 gennaio 2012, svincolato, firmò un contratto con i belgi dell'Oud-Heverlee Leuven.

### Nazionale
Gíslason debuttò per l'Islanda a gennaio 2002, sostituendo Helgi Sigurðsson in un'amichevole contro il Kuwait. Fu convocato 32 volte dalla selezione islandese.

## Palmarès
- Campionato inglese: 1

Arsenal: 1997-1998
- Coppa d'Inghilterra: 1

Arsenal: 1997-1998
- Community Shield: 1

Arsenal: 1998